# Herrera de Alcántara
Herrera de Alcántara (nome alternativo em português: Ferreira de Alcântara) é um município raiano da Espanha na comarca de Valência de Alcântara, província de Cáceres, comunidade autónoma da Estremadura. Tem 121,6 km² de área e em 2021 tinha 230 habitantes (densidade: 1,9 hab./km²).
O nome de Ferreira de Alcântara pode provir da ferraria que existia na povoação entre os séculos XI e XII, na qual se fizeram as grades da Catedral de Santiago de Compostela.

## História
O seu território foi conquistado pelos cristãos aos árabes em 1167, tendo em 1220 conquistado definitivamente as terras comprendidas entre Alcântara e Valença de Alcântara. A comenda de Ferreira já existiria em 1254. Ferreira teve alfândega desde a Idade Média.
Fala-se ainda hoje português nesta aldeia, devido a ter sido repovoada por portugueses da região aquando da Reconquista, nas primeiras décadas do século XIII. O território ora pertenceu ao reino de Portugal ora ao de Leão. O Tratado de Alcanizes de 1297 pôs fim às pretensões portuguesas de dominar a região. Portugal nunca esqueceu tal território e o reclamou sempre que pôde nas guerras seguintes. A realidade é que ficou definitivamente na posse de Castela, mas a população portuguesa que morava lá continuou a viver na aldeia. O português que se fala lá é um português arcaico, sem qualquer ligação com os dialectos alto-alentejanos e beirões. Portanto, para um português normal, esse português soaria um bocado esquisito, precisamente pela ausência de relações com o resto do país.
A partir do século XV foi Villa de Realengo, pertencente à Ordem de Alcântara. Esta comenda compreendia os territórios dos municípios de Ferreira de Alcântara e Cedilho, tendo sido vendida em grandes lotes em 1855. As guerras com Portugal (Guerra da Restauração) arrasaram a fortificação da aldeia no século XVII. Um dado importante para a história e economia desta povoação é que teve um porto fluvial no Tejo, de onde saiam mercadorias até Inglaterra, através de Lisboa, até ao século XVIII.

## Geografia
Ferreira de Alcântara encontra-se situada no sudoeste da província de Cáceres, dentro da Zona Especial de Conservação para as Aves do “Tejo Internacional”, declarado Parque Natural. O território municipal localiza-se sobre uma suave encosta ao sul do Tejo, rodeado por quatro cauces fluviais, por um lado, o Arroyo Aurela, procedente da Serra de Carbajo, o rio Tejo, o Sever, que faz fronteira natural com Portugal e o Alburrel que constitui a divisão com o município de Valência de Alcântara. A sua correspondente portuguesa, localizada na margem norte do rio Tejo, é a aldeia de Malpica do Tejo.

## Festas
- Día de la Rosca (domingo de fevereiro após las Candelas)
- La Mascarrá (Terça-feira de Carnaval)
- Día de Fátima (sábado mais próximo de 13 de maio)
- San Juan (de 23 a 25 de junho)

## Demografia
| Variação demográfica do município entre 1991 e 2004 | Variação demográfica do município entre 1991 e 2004 | Variação demográfica do município entre 1991 e 2004 | Variação demográfica do município entre 1991 e 2004 |
| --------------------------------------------------- | --------------------------------------------------- | --------------------------------------------------- | --------------------------------------------------- |
| 1991                                                | 1996                                                | 2001                                                | 2004                                                |
| 408                                                 | 350                                                 | 310                                                 | 295                                                 |